# Env
Pour les articles homonymes, voir ENV.
La commande UNIX env exécute une autre commande après avoir modifié l'environnement de l'utilisateur courant.
Ces modifications disparaissent après l'exécution de la commande.
Sans argument, elle permet d'afficher toutes les variables d'environnement.

## Exemples
Sur Ubuntu :
```
$
 
env
 
NEW_NAME
=
new_value
 

XDG_SESSION_ID
=
c1138

TERM
=
xterm

SHELL
=
/bin/bash

SSH_TTY
=
/dev/pts/0

USER
=
root

MAIL
=
/var/mail/root

PATH
=
/usr/local/sbin:/usr/local/bin:/usr/sbin:/usr/bin:/sbin:/bin

PWD
=
/home

LANG
=
fr_FR.UTF-8

SHLVL
=
1

HOME
=
/home

LOGNAME
=
root

XDG_RUNTIME_DIR
=
/run/user/0

NEW_NAME
=
new_value

$
 
env

XDG_SESSION_ID
=
c1138

TERM
=
xterm

SHELL
=
/bin/bash

SSH_TTY
=
/dev/pts/0

USER
=
root

MAIL
=
/var/mail/root

PATH
=
/usr/local/sbin:/usr/local/bin:/usr/sbin:/usr/bin:/sbin:/bin

PWD
=
/home

LANG
=
fr_FR.UTF-8

SHLVL
=
1

HOME
=
/home

LOGNAME
=
root

XDG_RUNTIME_DIR
=
/run/user/0

_
=
/usr/bin/env

```

On voit que la première commande env ajoute à l'environnement une nouvelle variable NEW_NAME, qui n'existe que temporairement, pendant l'exécution de cette première commande env ; on constate en effet que si on retape la commande env une seconde fois, la variable NEW_NAME a disparu.